# Силагадзе, Сергей Амвросович
Сергей Амвросович Силагадзе (1907, село Лесинди, Лечхумский уезд, Кутаисская губерния, Российская империя — декабрь 1987, Тбилиси, Грузинская ССР) — председатель исполнительного комитета Цагерского районного Совета депутатов трудящихся, Грузинская ССР. Герой Социалистического Труда (1950).

## Биография
Родился в 1907 году в крестьянской семье в селе Лесинди Лечхумского уезда. С раннего возраста трудился в сельском хозяйстве. С 1928 года — учитель сельской школы в селе Лухвано. В 1936 году окончил экономический факультет Тбилисского государственного университета, после которого трудился служащим в одном из учреждений в Цагерском районе. С 1938 года член ВКП(б). В 1941 году избран вторым секретарём райкома партии. В 1944 году избран председателем Цагерского райисполкома.
В 1949 году обеспечил перевыполнение в целом по району планового сбора урожая винограда на 67 %. Указом Президиума Верховного Совета СССР от 25 ноября 1950 года удостоен звания Героя Социалистического Труда за «получение высоких урожаев сортового зелёного чайного листа и винограда в 1949 году» с вручением ордена Ленина и золотой медали «Серп и Молот» (№ 5774).
Этим же указом званием Героя Социалистического Труда были награждены первый секретарь Цагерского райкома Илларион Маркозович Бурджалиани и заведующий районным отделом сельского хозяйства Давид Дмитриевич Чарквиани.
В конце 1949 года переехал в Тбилиси, где трудился старшим референтом, руководителем группы и заместителем управляющего делами в Совете министров Грузинской ССР. С 1972 года — на руководящей должности в одном из предприятий хлебобулочной промышленности республиканского минпищепрома.
После выхода на пенсию проживал в Тбилиси. С 1970 года — персональный пенсионер союзного значения. Умер в декабре 1987 года.